# 鍾奇
鍾奇，字無奇，應天府上元縣人，明朝政治人物、賜特用進士出身。

## 生平
崇禎九年（1636年）丙子科應天鄉試舉人，崇禎十三年中殿試乙榜，十五年賜進士，官工部主事。